# Diphyus aneides
Diphyus aneides là một loài tò vò trong họ Ichneumonidae.